# Desmodium metcalfei
Desmodium metcalfei là một loài thực vật có hoa trong họ Đậu. Loài này được (Rose & J.H.Painter) Kearney & miêu tả khoa học đầu tiên.